# Medienadäquatheit
Medienadäquatheit verweist auf spezifische (eben: mediale) Aspekte, die für einen erfolgreichen Informationstransfer von Bedeutung sind. Dies impliziert, dass nicht alle Informationen mit jedem Medium auf gleich adäquate Weise wiedergegeben werden können. Der Begriff wurde von Hans Giessen geprägt.

## Abgrenzung
Der erfolgreiche Transfer von Informationen hängt von verschiedenen Aspekten ab. Ein wichtiger Aspekt ist natürlich der Inhalt selbst. Je nach Ziel, Zweck und Methoden kann mithin die Frage, ob und warum ein Informationstransfer erfolgreich ist, von einer mehr oder weniger gelungenen inhaltlichen Aufbereitung abhängen. Weitere entscheidende Faktoren können in der allgemeinen Rezeptionssituation liegen, also in der individuellen Situation des Rezipienten (die in der Rezipientenforschung, Lernerforschung usw. untersucht wird), wie der gesellschaftlichen Situation, die wiederum von vielfältigen Aspekten abhängig ist, etwa vom Geschlecht, der Kultur u. a. Häufig unterschätzt wird aber, dass auch der Kanal, über den der Informationstransfer erfolgt, von entscheidender Bedeutung sein kann. Die Frage ist dann, welches Medium es ermöglicht, einen spezifischen Inhalt möglichst gut zu vermitteln (und welches Medium dabei eher hinderlich ist).
Denn nicht alle Inhalte können mit jedem Medium gleich gut übermittelt werden. Ein Beispiel ist die Watergate-Affäre, die immerhin zum Sturz eines US-Präsidenten geführt hat. Sie wurde von einer Tageszeitung aufgedeckt, die von relativ wenigen (wenngleich sicherlich einflussreichen und meinungsbildenden) Menschen gelesen wird – nicht aber dem Fernsehen, das von viel mehr Zuschauern gesehen wird. Der wesentliche Grund liegt darin, dass Fernsehberichte nur wirken, wenn sie bebildert werden können; dies war bei den Fernsehreportagen über eine illegale Abhöraktion kaum möglich. Dagegen konnte in der Zeitung beschrieben werden, wie die Informationen einer (anonymen, also nicht visuell bebilderbaren) Quelle verifiziert wurden. Das Medium und seine Produktionszwänge entscheidet also (mit), ob und wie Inhalte dargestellt werden können beziehungsweise wie wirksam der Informationstransfer ist.

## Forschungsthemen und -felder
In der Regel ist die jeweilige Forschung normativ, und man untersucht, was einen erfolgreichen Informationstransfer beeinflusst (fördert oder behindert). Geht der Forscherblick nicht vom Rezipienten oder vom Inhalt aus, sondern vom Medium, ist die Medienadäquatheit die zentrale Kategorie. „Nur was in einem bestimmten Medium auch sinnvoll und effizient realisiert werden kann, soll auch in diesem Medium realisiert werden.“
Der Begriff des Mediums verweist dabei nicht nur auf die Kommunikationsmittel, sondern teilweise auch auf unterschiedliche Genres (Kommunikationsarten). So war beim Beispiel der Watergate-Affäre der Informationstransfer mit Hilfe des Fernsehens nur in Form einer Sekundärberichterstattung erfolgreich und sinnvoll. Dies hat aber nicht bedeutet, dass eine visuelle Vermittlung grundsätzlich nicht oder nicht gut möglich ist. So war eine Aufbereitung im Genre des Spielfilms wiederum sehr erfolgreich und wirkungsmächtig (Die Unbestechlichen – „All the President’s Men“). Die Frage nach der Medienadäquatheit bezieht sich also eher auf Genres (im Bereich der Printmedien: Textsorten) und nicht nur auf Primärmedien.
Neben den Produktionszwängen spielen auch die von Medium abhängigen Rezeptionsbedingungen eine Rolle. So wirken Inhalte auf einer Webseite jeweils anders, wenn sie auf einem Tablet oder einem stationären Computer rezipiert werden. Die Nutzung ein und desselben Inhalts ist via Internet, je Lernergruppe (sozialer Lernertyp, introspektiver Lernertyp), erfolgreicher oder auch weniger erfolgreich im Vergleich zur Arbeit mit demselben Inhalt auf einer DVD. Ein anderes Beispiel: Die isländische Sängergin Björk war die erste Künstlerin, die ein Musikalbum nicht nur mit Musikvideos, sondern auch mit interaktiven Apps promoted hat; diese App-Kompilation, die der Medienkünstler Scott Snibbe erstellt hatte, wurde später als erstes herunterladbares App-Kunstwerk vom Museum of Modern Art erworben. Aus innovativer und künstlerischer Sicht handelte es sich also um eine bemerkenswerte Leistung. In der Wirkung auf die Musik, auf die sich die Apps, ähnlich wie Musikvideos, beziehen sollten, erwies sich die Kompilation allerdings als kontraproduktiv. Obwohl Musikvideos visuelle Zusatzinformationen anbieten, die von der Musik ablenken können, unterstützen sie in der Regel den jeweiligen Song und fokussieren Aufmerksamkeit auf das Musikstück. Dagegen waren die interaktiven Apps kognitiv dominant und konnten die Wirkung, um derentwillen sie produziert wurden, gerade deshalb nicht entfalten.
Letztlich handelt es sich also um komplexe Wechselwirkungen zwischen Inhalt, Medium und Rezeptionsprozess.
Im Gegensatz zur Inhaltsanalyse und auch der Rezeptions- beziehungsweise Lernerforschung ist die wissenschaftliche Beschäftigung mit dem Thema Medienadäquatheit relativ neu, da der Blick auf die genannten Probleme vom Medium aus erst in jüngerer Zeit relevant geworden ist. Erst seit dem Siegeszug der Mikroelektronik können nicht nur Spezialisten mit ihrem Medium publizieren (Schriftsteller, die Schreiben, Fernsehjournalisten o. ä.). Inzwischen gibt es in vielen Bereichen die Möglichkeit (und Chance, oftmals aber auch den Zwang), crossmedial zu arbeiten, so dass die Frage nach der jeweils sinnvollen medienadäquaten Aufbereitung dringlich werden.